# Aurland
Aremark este o comună din provincia Sogn og Fjordane, Norvegia.